# 惠州市第八中学
惠州市第八中学创办于1987年，简称惠州八中，是广东省惠州市重点高中之一，2001年被评为广东省一级学校。

## 硬件设施
惠州八中位于惠州市惠城区龙丰路2号，学校占地5万平方米，建有体育馆、游泳池、足球场、地理园、生物园、图书馆等教学设施。

## 援藏工作
1995年惠州八中开始开设西藏班（初中教育）接受国家教育援藏任务。据惠州九中的老教师回忆说，原本惠州市考虑对西藏学生的教育支援工作设在惠州市第九中学，但后来与惠州八中比较后认为惠州八中较惠州九中在硬件设施上要好，且当时惠州九中尚未有学生宿舍，因此才定下让惠州八中承担此任务。
惠州八中西藏班因惠州分配援藏目标地是林芝地区，因此一般西藏班的学生皆来自西藏林芝。西藏班招收50名西藏学生。而从2002年开始招收林芝地区初中毕业生和内地西藏班的高中插班生，名额每年轮流为6名或7名。
西藏班的学生在校内一般都保持西藏的传统生活习惯，比如穿西藏服饰。

## 李鹏视察
1994年2月7日，时任中国国务院总理李鹏第三次到惠州视察时造访了惠州八中，并题下“热心教育事业，造就一代英才”，惠州八中后将该题字镶在学校教学楼外墙上。
2006年1月10日，已经退休的李鹏第四次到惠州视察，第二次到访惠州八中。

## 其他校区
惠州八中于2003年在鹅岭西路19号创办惠州市第八中学附属中英文学校，这是一所准军事化管理的九年一贯制外语学校，2006年与惠州八中脱离关系，成为独立私立学校，并更名为惠州市宏业中英文学校，后该校迁址至仲恺高新区松山工业园，原址已拆卸。
2007年经惠州市政府的批准，在位于远离惠州市区的东江新城（即文头岭）建立惠州市华罗庚中学。学校占地面积11万平方米，由市政府花费1.5亿元人民币全额投资兴建，并在以后作为全国“华罗庚金杯”少年数学邀请赛的培训和竞赛任务的学校。2008年9月正式开学。2007年市教育局想将惠州八中高中部迁入惠州市华罗庚中学，使惠州八中本部只办初中，因此2008年惠州市华罗庚中学作为惠州八中高中部招收高一新生，而惠州八中这一年未招收高一新生。2009年市教育局取消该计划，使两校实行分离独立办学，从此两校无任何关系。这一年，惠州八中复招高一新生。